# Гричињано (Арецо)
Гричињано је насеље у Италији у округу Арецо, региону Тоскана.
Према процени из 2011. у насељу је живело 368 становника. Насеље се налази на надморској висини од 308 м.